# دوقية ليغنيتسا
دوقية ليغنيتسا أو لِغنيتسكي (بالبولندية: Księstwo Legnickie، وبالتشيكية: Lehnické knížectví)؛ أو دوقية ليغنيتس (بالألمانية: Herzogtum Liegnitz) كانت إحدى دوقيات سيليزيا التي نشأت إثر تفكك بولندا إلى دوقيات إقليمية صغيرة، وقد حكمتها فرع من أسرة بياست السيليزية المحلية منذ عام 1248 وحتى انقراضها عام 1675، وكانت عاصمتها مدينة ليغنيتسا الواقعة في سيليزيا السفلى.
ومنذ عام 1163 أصبحت قلعة ليغنيتسا مقرًا لأمراء سيليزيا، ثم ابتداءً من 1248 اتخذتها أسرة بياست السيليزية مقرًا لحكم دوقيتهم، حتى زوال خطهم السلالي بوفاة آخر دوق عام 1675، وقد أسسها بوليسلاف الثاني الأصلع، دوق سيليزيا السفلى في فروتسواف، ومثلها مثل بقية دوقيات سيليزيا، خضعت الدوقية لنفوذ مملكة بوهيميا ثم النمسا الهابسبورغية، وأخيرًا—بعد الحرب السيليزية الأولى—دخلت ضمن دائرة النفوذ البروسي.
وخلال القرون التالية اكتسبت المدينة شهرة واسعة إثر معركة ليغنيتسا التي دارت رحاها في 9 أبريل 1241 بالقرب من قرية ليغنيتسكيه بوله، أثناء الغزو المغولي الأول لبولندا، حيث لقي دوق بولندا العليا هنريك الثاني التقي مصرعه على رأس جيش مسيحي متحالف يضم النبلاء البولنديين وحرفيين البافاريين والفرسان التنظيمات العسكرية، في معركة ألحق فيها المغول هزيمة ساحقة، إلا أن تقدمهم توقف حين انسحبوا عائدين لحضور انتخاب الخاقان الجديد عقب وفاة أوقطاي خان.
وما لبثت الدوقية أن تأسست رسميًا سنة 1248 عقب نزاع بين أبناء هنريك الثاني، إذ تولى الابن الأكبر بوليسلاف الثاني الأصلع حكم سيليزيا السفلى، ثم اضطُر لاحقًا للتنازل عن أجزاء من أراضيه لصالح شقيقه الأصغر هنريك الثالث الأبيض بدعم من نبلاء فروتسواف، فاستقر بوليسلاف في ليغنيتسا، ولكنه اصطدم بشقيقه كونراد، الذي كان مرشحًا لمسيرة كنسية، وأجبره على القبول بدوقية غلوغوف التي استُحدثت سنة 1251.
وفي 1277 ضُمَّت مدينتا شرودا سيليزكا وستشغوم من دوقية فروتسواف إلى دوقية ليغنيتسا، ثم تولى هنريك الخامس البدين حكم الدوقية منذ عام 1278 خلفًا لوالده، وتمكَّن من توسيع أراضيه بعد هزيمته ابن عمه هنريك الرابع التقي، وتولّيه دوقية فروتسواف بدعم من الملك البوهيمي فاتسلاف الثاني، فتوحدت ليغنيتسا وفروتسواف حتى انقسمتا مجددًا سنة 1311.
وحين توفي هنريك الخامس عام 1296، كان ابنه بوليسلاف الثالث الكريم قاصرًا، فتولى الملك فاتسلاف الوصاية عليه، مما عمّق النفوذ البوهيمي، وفي 1303 أصبح بوليسلاف خطيب مارغريت الابنة الصغرى لفاتسلاف وسعى دون جدوى إلى اعتلاء العرش البوهيمي بعد انقراض أسرة بريميسل، ولم يحتفظ بوحدة الدوقية فانفصلت فروتسواف عام 1311 لصالح شقيقه الأصغر هنريك السادس، وكما طُعن في حكمه حتى على ليغنيتسا من قِبل شقيقه فواديسلاف، واضطر سنة 1329 لأداء قسم الولاء لصالح عديله الملك بوهيميا يوحنا اللوكسمبورغي وذلك لضمان سلطته.
وأثناء بدايات القرن الرابع عشر، كانت ليغنيتسا إحدى أهم مدن وسط أوروبا، ويُقدّر عدد سكانها آنذاك بـ16,000 نسمة، وازدهرت عقب اكتشاف الذهب في نهر كاتشافا.
ومنذ 1329 أصبحت الدوقية تابعة لبوهيميا كإقطاعية رسمية، بيد أن ضعفها السياسي استمر بسبب الصراعات الداخلية بين ابنين بوليسلاف الثالث فاتسلاف ولودفيك، ما عمق الهيمنة البوهيمية. وبعد انقراض بيت ليغنيتسا من سلالة بياست سنة 1419 بوفاة فاتسلاف الثاني، انتقلت الدوقية إلى قريبه الدوق لودفيك الثاني من بزيغ، ثم ضمها الملك البوهيمي سيغيسموند كإقطاعية منقرضة، رغم وصية الدوق بإرثها إلى أبناء أخيه غير الشقيق هنريك التاسع، مما فجّر نزاعًا طويلًا حُلَّ في 1455 حين آلت إلى فريدريك الأول، حفيد لودفيك من خلال ابنته يادويغا، ومنحه الملك ماتياس كورفينوس اللقب رسميًا سنة 1469.
وخلال عهد ابنه فريدريك الثاني الذي حكم منذ 1499 عادت بزيغ إلى دوقية ليغنيتسا سنة 1520، وشهدت الدوقية إدخال الإصلاح البروتستانتي مبكرًا سنة 1522، وتحول السكان سريعًا إلى اللوثرية، ما أدى إلى صدام مع الملك الكاثوليكي فرديناند الأول الهابسبورغي بعد ضم بوهيميا وأراضيها إلى التاج الهابسبورغي عقب وفاة لايوش الثاني أثناء معركة موهاج عام 1526، وقد عقد فريدريك الثاني معاهدة وراثة مع أصهاره براندنبورغ-هوهنتسولرن، لكنها أُبطلت من طرف فرديناند.
رغم الضغوط ضمنت معاهدة وستفاليا عام 1648 حرية العبادة في الدوقية، إلا أن مع وفاة آخر دوق من سلالة بياست ييِرْزي الرابع فيلْهلم عام 1675، مما أسفر عن ضم ليغنيتسا إلى حكم الإمبراطور الهابسبورغي ليوبولد الأول، رغم ذلك من اعتراض ناخب براندنبورغ فريدريش فيلهلم، الذي استند إلى معاهدة الوراثة لعام 1537، وهو النزاع الذي استغله سليله الملك البروسي فريدرش الكبير لتبرير اجتياحه أثناء الحرب السيليزية الأولى سنة 1742، فاستولى على معظم سيليزيا بما فيها ليغنيتسا بعد هزيمة الإمبراطورة ماريا تيريزا حفيدة ليوبولد الأول، وباتت الدوقية جزءًا من بروسيا رسميًا سنة 1763 بموجب صلح هوبيرتسبورغ.

## دوقات ليغنيتسا

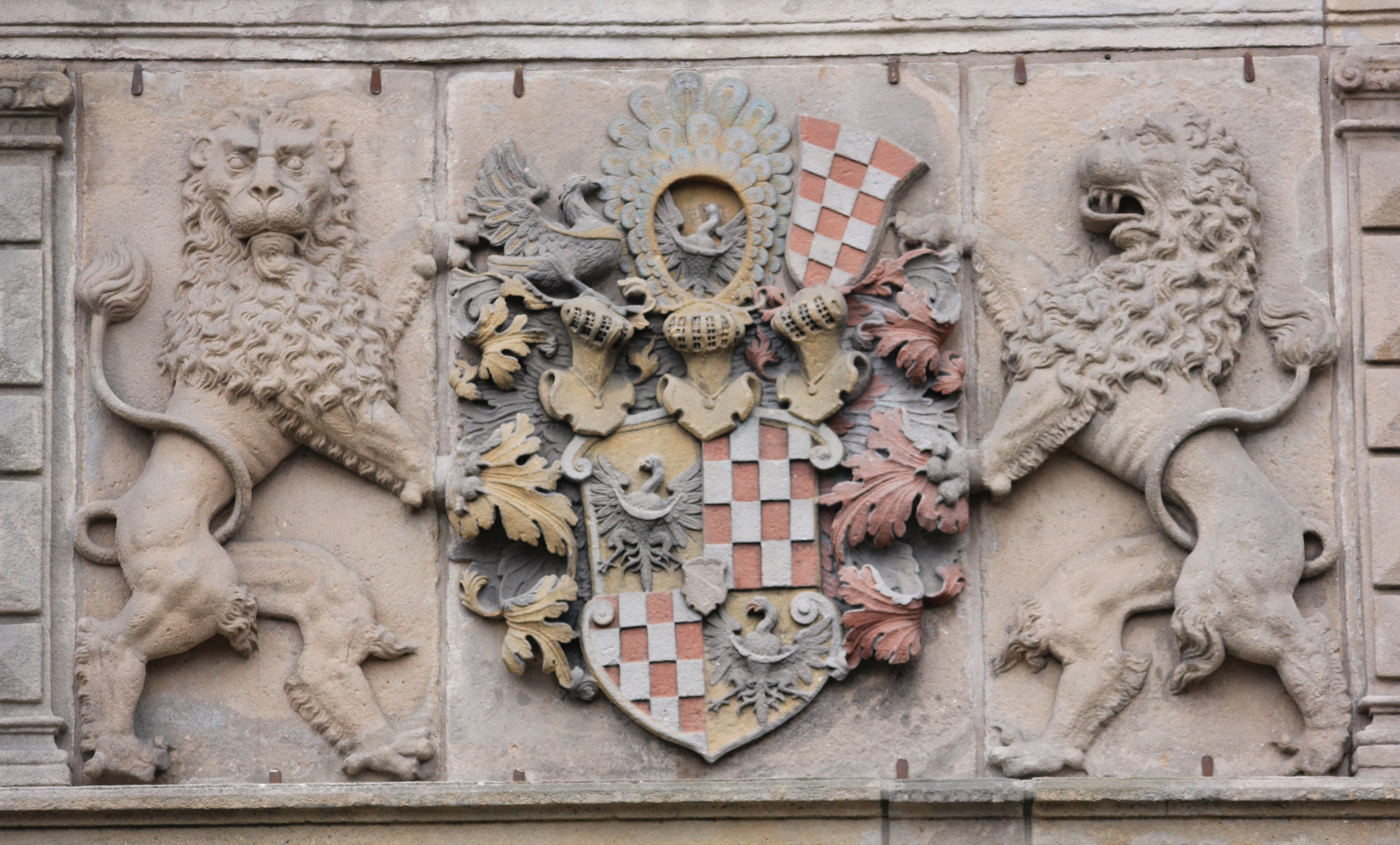
شعار نبالة الدوقية، بوابة أودجراينسكا، بزيغ

- 1248–1278: بوليسلاف الثاني الأصلع، الابن الأكبر للدوق الأعلى البولندي هنريك الثاني التقي، بالمناصفة مع:
  - 1248–1251: كونراد الأول، شقيقه، أصبح دوق غلوغوف منذ 1251.

- 1278–1296: هنريك الخامس، ابن بوليسلاف الثاني، أيضًا دوق فروتسواف منذ 1290.

- 1296–1342: بوليسلاف الثالث الكريم، الابن، وأيضا هو صهر فاتسلاف الثاني ملك بوهيميا، أيضًا دوق فروتسواف، ودوق بزيغ منذ 1311، بالمناصفة مع:
  - 1296–1311: هنريك السادس الطيب، شقيقه، دوق فروتسواف منذ 1311.
  - 1296–1312: فواديسواف. شقيقهما.

- 1342–1345: فاتسلاف الأول، ابن بوليسلاف الثالث، بالمناصفة مع:
  - 1342–1346: لودفيك الأول الوسيم، شقيقه، دوق بزيغ منذ 1358.

- 1346–1364: فاتسلاف الأول، منفرداً.

- 1364–1409: روبرخت الأول، الابن، بالمناصفة مع:
  - 1364–1413: فاتسلاف الثاني، شقيقه، أيضًا أسقف فروتسواف ودوق نيسا منذ 1382.
  - 1364–1394: بوليسلاف الرابع، شقيقه.
  - 1364–1398: هنريك الثامن، شقيقه، أيضًا أسقف كويافي منذ 1389.
- 1409-1413: فاتسلاف الثاني، منفرداً.
- 1413–1436: لودفيك الثاني، حفيد لودفيك الأول الوسيم، أيضًا دوق بزيغ منذ 1399.

انقراض السلالة، تمت المصادرة من قبل بوهيميا.
1436–1453: تمت المطالبة بها من قبل لودفيك الثالث من أوافا، ابن شقيق لودفيك الثاني، وأبنائه يان الأول من لوبين وهنريك العاشر من خوينوف.
- 1454–1488: فريدريك الأول، ابن يان الأول من لوبين، أيضًا دوق بزيغ منذ 1481.

- 1488–1495: يان الثاني، الابن، بالمناصفة مع:
  - 1488–1547: فريدريك الثاني، شقيقه، أيضًا دوق بزيغ 1503–1505 ومنذ 1521، حمو يوهان غيورغ ناخب براندنبورغ.
  - 1488–1521: ييرزي الأول، أيضًا دوق بزيغ منذ 1503.
- 1547-1521: فريدريك الثاني، منفرداً.

- 1547–1551: فريدريك الثالث، الابن، تم خلعه.

- 1551–1556: هنريك الحادي عشر، الابن، تحت وصاية عمه ييرزي الثاني دوق بزيغ.

- 1556–1559: فريدريك الثالث، مرة أخرى، تم خلعه.

- 1559–1576؛ 1580–1581: هنريك الحادي عشر، مرة أخرى، أعيد مرتين وعُزل مرة أخرى، بالمناصفة مع:
  - 1571–1596: فريدريك الرابع، شقيقه.

- 1596–1602: يواخيم فريدريك، ابن ييرزي الثاني من بزيغ، دوق بزيغ منذ 1595.

- 1602–1612: يان كريستيان، الابن، أيضًا دوق بزيغ، بالمناصفة مع:
  - 1602–1653: ييرزي رودولف، شقيقه.

- 1653–1654: ييرزي الثالث، ابن يان كريستيان، أيضًا دوق بزيغ منذ 1633، بالمناصفة مع:
  - 1653–1663: لودفيك الرابع، شقيقه، أيضًا دوق بزيغ 1633–1654.
  - 1653–1654: كريستيان، شقيقه، أيضًا دوق بزيغ 1633–1654

- 1663–1664: ييرزي الثالث، مرة أخرى، بالمناصفة مع:
  - 1663–1672 كريستيان، مرة أخرى، أيضًا دوق بزيغ منذ 1664

- 1672–1675: ييرزي فلهلم، الابن، أيضًا دوق بزيغ.

انقراض السلالة الذكورية من بياست السيليزي.